# Lego Star Wars III: The Clone Wars
Lego Star Wars III: The Clone Wars est un jeu vidéo d'action et de plates-formes développé par Traveller's Tales, sorti le 22 mars 2011 en Amérique du Nord et le 25 mars en Europe. Il est le 3e opus de la saga Lego Star Wars après Star Wars, le jeu vidéo et Lego Star Wars 2 : La Trilogie originale (auxquels s'ajoute la compilation Lego Star Wars : La Saga complète). Il permet d'incarner la plupart des personnages de la série d'animation Star Wars: The Clone Wars.

## Trame

### Univers
Le jeu Lego Star Wars III: The Clone Wars retrace l'histoire de la Guerre des clones racontée au travers des films Star Wars, épisode II : L'Attaque des clones et Star Wars: The Clone Wars ainsi que de la série d'animation Star Wars: Clone Wars. Le scénario est néanmoins revisité de manière humoristique.

## Système de jeu
Le gameplay de Lego Star Wars III: The Clone Wars est similaire aux titres précédents de la série et à d'autres jeux vidéo Lego. Jusqu'à deux joueurs peuvent basculer entre différents personnages pour combattre des ennemis au combat, résoudre des énigmes et progresser à travers différents niveaux. Il présente quelques nouveautés, y compris l'échange de scènes, où les joueurs peuvent basculer entre les équipes dans des endroits distincts pour terminer des objectifs en plusieurs parties et des combats de boss. Le jeu propose également des éléments de stratégie en temps réel, tels que le commandement de grandes armées terrestres sur les champs de bataille. En outre, les combats spatiaux ont été remodelés pour utiliser une sensation de combat spatiale 3D plus instinctive. [6] Il se déroule pendant la série animée Clone Wars, ainsi que certaines scènes de Star Wars, épisode II : L'Attaque des clones, contrairement aux jeux originaux, qui mettaient en vedette des personnages des six films de Star Wars tels que Lego Star Wars, le jeu vidéo et Lego Star Wars II : La Trilogie originale. [7] La version console du jeu comporte 115 personnages. La version portable comporte 77 personnages. La version pour PSP, 3DS et DS présente quelques différences par rapport à la version console. Par exemple, les batailles au sol ne sont pas présentées. La version portable propose des mini-jeux déverrouillables comme Snowball Fight, Volleyball Droids et plus encore. Les salles où les véhicules ne sont pas non plus disponibles pour tester dans le navire lui-même contrairement à la version console. Certains niveaux sont supprimés de la version portable. Certains personnages tels que le Galactic Marine, Chi Cho, Ryo Chuchi, Thi-Sen et d'autres, sont présentés sur la version portable mais pas sur la version console.

### Nouveaux contenus
Dans l'ensemble, le moteur de jeu utilisé par les précédents jeux Lego Star Wars a été mis à niveau. Il peut désormais contenir plus de 200 unités ou objets en mouvement à l'écran. Les graphismes sont plus détaillés qu'auparavant et l'éclairage a été amélioré.
Les nouvelles fonctionnalités incluent des scénarios dans lesquels les joueurs peuvent commander de grandes armées de clones pour combattre des armées de droïdes (mais pas sur DS), et le mode Story Swap, dans lequel les joueurs peuvent basculer entre deux personnages dans des zones différentes dont les histoires se déroulent simultanément. Le jeu comprend un combat en écran partagé. Toutes les nouvelles fonctionnalités du personnage incluent le lancement du sabre laser, la prise de droïdes et le fait de marcher sur certains pads dans lesquels les Jedi effectuent des "mouvements combinés" pour détruire certains objets. Les niveaux des véhicules ont été modifiés; maintenant, les joueurs peuvent débarquer leur navire et commencer à se battre à pied (similaire à Star Wars: Battlefront II). Tous les éléments originaux vus dans les précédents jeux Lego Star Wars sont de retour. Le hub a également été changé, se déroulant dans un Republic Cruiser nommé Resolute et également dans un Separatist Ship the Invisible Hand. Les personnages peuvent être achetés sur ces navires - Séparatistes sur la main invisible; personnages de la République sur le Résolu. [8] [9]

## Développement et marketing
Le jeu était en développement depuis fin 2009, lorsque la deuxième saison de Star Wars: The Clone Wars a commencé. Le jeu a été dissimulé et en juin 2010 après la finale de la deuxième saison, le groupe Lego a commencé à travailler sur l'ajout de la dernière partie de la deuxième saison et de nouvelles choses telles qu'un nouveau hub et une nouvelle façon d'utiliser le sabre laser. Puis à la fin de 2010, LEGO a terminé le jeu et a commencé à en faire des promotions. Le 23 juin 2010, LEGO a publié la première bande-annonce du jeu et, plus tard en 2011, ils ont publié des démos et des cinématiques. Nintendo a également réalisé des bandes-annonces 3DS pour le jeu ainsi que des vidéos de la convention E3 avec le gameplay de Lego Star Wars III: The Clone Wars. La date de sortie officielle du jeu était le 22 mars 2011.

## Accueil

### Critiques
The Clone Wars reçoit des avis contrastés de la part de la presse spécialisée, ces derniers variant en fonction des consoles. En outre, les versions consoles (Xbox 360, PS3, Wii) et PC obtiennent en moyenne un score global proche de 76 %, selon GameRankings et Metacritic, tandis que les notes moyennes des versions portables (PSP, DS, 3DS) s'étalonnent entre 60 % et 70 %, d'après ces mêmes sites d'agrégateurs de notes.
| Publication                 | X360     | PS3      | Wii      | PC       | PSP     | DS      | 3DS     |
| --------------------------- | -------- | -------- | -------- | -------- | ------- | ------- | ------- |
| Gameblog                    | —        | —        | —        | —        | —       | —       | 6 / 10  |
| Gamekult                    | 6 / 10   | —        | —        | —        | —       | —       | 5 / 10  |
| GameSpot                    | 6,5 / 10 | 6,5 / 10 | 6,5 / 10 | 6,5 / 10 | 6 / 10  | 6 / 10  | 6 / 10  |
| IGN                         | 7,5 / 10 | 7,5 / 10 | 7 / 10   | 7,5 / 10 | 6 / 10  | 6 / 10  | 6 / 10  |
| Jeuxvideo.com               | 13 / 20  | 13 / 20  | 13 / 20  | 13 / 20  | 11 / 20 | 11 / 20 | 11 / 20 |
| Aperçu des notes composites |          |          |          |          |         |         |         |
| Metacritic                  | 75 %     | 76 %     | 76 %     | 76 %     | 63 %    | 66 %    | 67 %    |
| GameRankings                | 76,86 %  | 78,05 %  | 74,29 %  | 76,12 %  | 61,67 % | 65,80 % | 69,53 % |

## Postérité
Fin 2015, à la suite de la sortie du septième épisode de la saga Star Wars, intitulé Le Réveil de la Force, Traveller's Tales développe le jeu vidéo Lego Star Wars : Le Réveil de la Force qui sort en juin 2016.